# Долидзе, Семён Виссарионович
Семён (Сико) Виссарио́нович Доли́дзе (груз. სიმონ (სიკო) ბესარიონის ძე დოლიძე; 1903—1983) — советский, грузинский кинорежиссёр, сценарист. Народный артист СССР (1965).

## Биография
Семён Долидзе родился 24 января (6 февраля) 1903 года в Озургети (ныне — в Грузии).
В 1925 году окончил историко-филологический факультет Тифлисского университета.
С 1925 года — организатор отдела кинохроники, режиссёр игрового, документального и мультипликационного кино АО «Госкинпром Грузии» (позже Тифлисская киностудия, ныне — «Грузия-фильм»).
В 1963 году избирался первым секретарем правления Союза кинематографистов Грузии.
Автор пьесы «Орлиное гнездо» (1947 год), а также рассказов и стихов. Писал сценарии как к своим фильмам, так и для фильмов других режиссёров.
Член ВКП(б) с 1941 года. Избирался депутатом Верховного Совета Грузинской ССР 4-5-го созывов.
Умер 17 июля 1983 года в Тбилиси (по другим источникам — 17 июня). Похоронен в Дидубийском пантеоне.

## Звания и награды
- Заслуженный деятель искусств Грузинской ССР (1941)
- Заслуженный деятель искусств Северо-Осетинской АССР
- Народный артист Грузинской ССР (1958)
- Народный артист СССР (1965)
- Сталинская премия первой степени (1950) — за фильм «Щит Джургая» (1944)
- Орден Ленина (02.04.1966)
- Два ордена Трудового Красного Знамени (1939, 1950)
- Орден «Знак Почёта»
- Медаль «За доблестный труд в Великой Отечественной войне 1941—1945 гг.»

## Фильмография

### Режиссёрские работы
- 1927 — Закон гор (ассистент режиссёра)
- 1932 — В стране обвалов
- 1933 — Последние крестоносцы (совместно с В. Швелидзе)
- 1936 — Дарико (совместно с М. Чиаурели)
- 1940 — Дружба
- 1944 — Щит Джургая (совместно с Д. Рондели)
- 1954 — Стрекоза (совместно с Л. Хотивари)
- 1957 — Песнь Этери
- 1958 — Фатима
- 1959 — День последний, день первый
- 1963 — Палиастоми
- 1966 — Встреча с прошлым
- 1968 — Город просыпается рано
- 1970 — Сады Семирамиды
- 1976 — Побег на рассвете
- 1979 — Человек ли он? (совместно с К. Долидзе)
- 1983 — Кукарача (совместно с К. Долидзе)

### Сценарист
- 1929 — Моя бабушка (совместно с Г. Мдивани, К. Микаберидзе)
- 1930 — Камера № 79 (совместно с Ш. Алхазишвили)
- 1931 — В стране обвалов
- 1933 — Последние крестоносцы (совместно с С. Купрашвили)
- 1936 — Дарико
- 1941 — Дружба (совместно с К. Лордкипанидзе)
- 1944 — Щит Джургая (совместно с Д. Рондели)
- 1957 — Песнь Этери
- 1957 — Свадьба соек (мультипликационный)
- 1958 — Фатима
- 1959 — День последний, день первый (совместно с Е. Аграновичем)
- 1963 — Палиастоми
- 1965 — Мышеловка (мультипликационный)
- 1966 — Встреча с прошлым
- 1968 — Город просыпается рано (совместно с Р. Эбралидзе)
- 1970 — Сады Семирамиды
- 1976 — Побег на рассвете (совместно с Р. Эбралидзе)
- 1978 — Юбилей соловья (мультипликационный)
- 1979 — Человек ли он? (совместно с З. Арсенишвили)
- 1981 — Пёстрая бабочка (мультипликационный)
- 1983 — Кукарача (совместно с К. Долидзе)